# Radiodifusión internacional

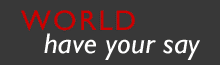
Logo de World: Have Your Say

La radiodifusión internacional es aquella que se dirige intencionalmente a una audiencia extranjera con propósitos ideológicos o de propaganda, preservación de lazos con las colonias o con los expatriados, promoción del turismo o para mejorar la imagen externa de un país. Algunos grupos religiosos se valen de la radiodifusión internacional para expandir sus creencias.
Las emisoras internacionales suelen transmitir en varios idiomas para alcanzar un número mayor de oyentes. También ellas emplean las señales de intervalo.

## Historia
Entre las primeras estaciones que emitieron para un público internacional están la PCJ de la Phillips (11 de marzo de 1927), Radio Vaticano (12 de febrero de 1931), el Empire Service de la BBC (19 de diciembre de 1932) y Radio Moscú.
La radiodifusión internacional tuvo gran auge en la Segunda Guerra Mundial y durante la llamada Guerra Fría, al ser utilizada como instrumento de propaganda por los bandos en pugna. En aquellos países regidos por dictaduras, las emisoras internaciones han dado a sus oyentes información libre de la censura gubernamental.
En la década de los noventa del siglo pasado varias radiodifusoras como la BBC, la Deutsche Welle o la NHK, han incursionado en el campo de la televisión por satélite. Estas nuevas televisoras igualmente van dirigidas a televidentes que viven en el exterior y pueden tener programas en varios idiomas.

## Métodos de transmisión
Los medios tradicionales han sido las transmisiones de radio por onda larga, onda media y onda corta; lo que obliga a las radiodifusoras a instalar y mantener transmisores gigantescos para un alcance mayor. Adicionalmente algunas emisoras internacionales poseen o alquilan estaciones repetidoras cercanas al área donde dirigen sus ondas. A través de convenios, estaciones como la BBC, Radio Nederland o Radio Francia Internacional logran que radios ubicadas en otros países retransmitan sus programas.
En los últimos años ha aumentado el uso de las emisiones por satélite y por Internet (streaming y podcasting). Esta situación ha llevado a un descenso en el empleo de la onda corta por parte de las grandes radiodifusoras debido al menor costo que ofrecen las nuevas tecnologías. Un ejemplo sería Radio Suiza Internacional, que abandonó la onda corta en el 2004 para tener solamente una página de Internet. También ha surgido el Digital Radio Mondiale (DRM) como otro modo de difusión.